# Sophia Antoniadis

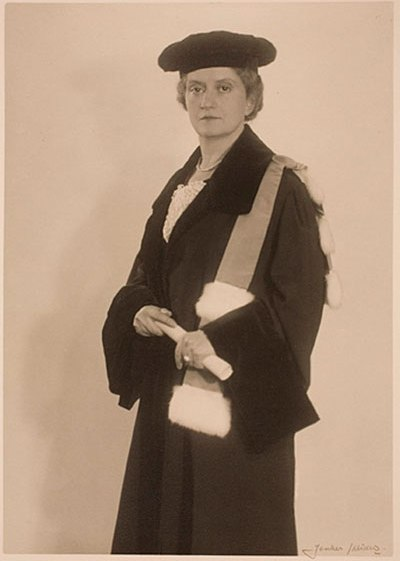
Sophia Antoniadis

Sophia Antoniadis, auch Sophie, griechisch Σοφία Αντωνιάδη, auch: Αντωνιάδου (* 31. Juli 1895 in Piräus; † 25. Januar 1972 in Athen) war eine griechische Byzantinistin und Neogräzistin.

## Leben
Antoniadis war von 1929 an als außerplanmäßige Professorin (buitengewoon hoogleraar) die Nachfolgerin von Dirk Christiaan Hesseling auf dem Lehrstuhl für altchristliche, byzantinische und neuere griechische Sprache und Literatur an der Universität Leiden. 1930 wurde sie in Paris mit einer bei Hubert Pernot angefertigten Dissertation zur Sprache des Lukasevangeliums promoviert. 1953 wurde sie zum ordentlichen Professor (gewoon hoogleraar) ernannt. Antoniadis war die erste Frau an der Universität Leiden, die überhaupt eine Professur innehatte. Ferner war sie von 1947 bis 1954 außerplanmäßige Professorin für  Nieuwgriekse taal- en letterkunde an der Universität Amsterdam. Nach ihrer Emeritierung 1955 war sie bis 1966 Leiterin des Istituto Ellenico di Studi Bizantini e Postbizantini in Venedig.
Nach ihrer Promotion arbeitete sie vor allem zur Bibelübersetzung Pascals und zur Liturgie in der literarischen Tradition, aber auch zur Entwicklung der neugriechischen Sprache, zu den Ptochoprodromika („Gedichte des armen Prodromos“) des byzantinischen Schriftstellers Theodoros Prodromos sowie zum Erotokritos und zur Θυσία του Αβραάμ („Opfer des Abraham“) eines unbekannten venezianisch-kretischen Dichters des 15. Jahrhunderts.

## Schriften (Auswahl)
- Importance du grec moderne. Discours d'ouverture des cours de grec postclassique et moderne prononcé par Sophie Antoniadis à l'Université de Leyde le 13 novembre 1929. Brill, Leiden 1929.
- L’Evangile de Luc, esquisse de grammaire et de style. Thèse pour le doctorat ès Lettres présentée à la faculté des lettres de l’Université de Paris, 1930.
- Pascal, traducteur de la Bible. Thèse supplémentaire pour le doctorat ès lettres présentée à la Faculté des lettres de l’Université de Paris, 1932.
- De l’influence de la langue du droit byzantin sur le grec d’aujourd’hui. In: Chronique d'Égypte 7, 1932, Nr. 13–14, S. 157–171.
- Place de la liturgie dans la tradition des lettres grecques. A. W. Sijthoff, Leiden 1939 (Rezension von Jean Gouillard, in: Études byzantines 1, 1943, S. 289–291 Digitalisat).